# Tiruvalluvar

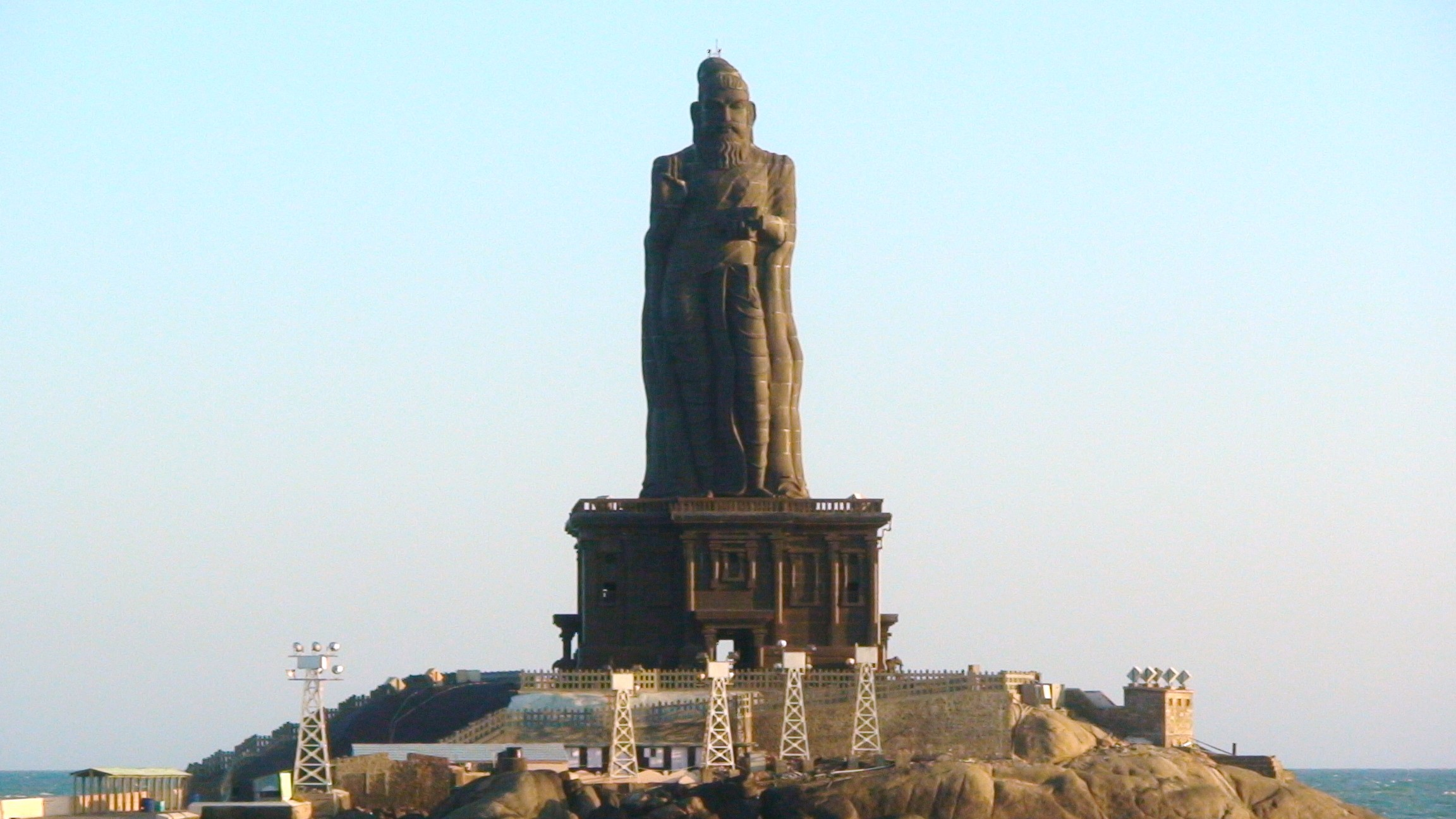
Estatua de Tiruvaluvar en su ciudad natal, Kanyakumari.

Tiruvaluvar (estado de Tamil Nadu, siglo VIII) fue un poeta y filósofo tamil, que es conocido por haber compuesto el poema Tirukkural.
Nació en la ciudad de Kanyakumari, en el actual estado de Tamil Nadu.
En base a la datación lingüística del Tirukkural, se piensa que Tiruvaluvar vivió en algún momento entre el siglo I a. C. y el siglo VIII d. C., pero no hay evidencia arqueológica para confirmarlo.
En idioma tamil se escribe திருவள்ளுவர் (Tiruvaḷḷuvar).
Era llamado «theiva pulaivar» (‘poeta divino’).
Además del Tirukkural, Tiruvaluvar puede haber escrito dos textos sobre medicina: Gñana-vettiyan y Pañcha-tantram.
En Tamil Nadu hay muchos monumentos dedicados a Tiruvaluvar. En Kaniakumari, su ciudad natal, hay una estatua de 133 pies (41 m) de altura, por los 1330 capítulos del Tirukkural.
En 1976 se inauguró en su honor el parque y monumento Valluvar Kottam, situado en el centro de la ciudad de Chennai (capital del estado de Tamil Nadu).